# 永寧縣 (弘州)
永寧縣，東魏孝靜帝置北靈丘縣。唐初地陷突厥，開元中置橫野軍安邊縣，天寶亂廢，後為襄陰村。遼聖宗統和中，以寰州近邊，為宋將潘美所破，廢，於此置弘州，統縣二：永寧縣、順聖縣。金仍屬弘州，大定七年更名襄陰縣。在今河北省陽原縣。